# In God We Trust (Brand Nubian)
In God We Trust è il secondo album in studio del gruppo hip hop statunitense Brand Nubian, pubblicato nel 1993.

## Tracce
1. Allah U Akbar
2. Ain't No Mystery
3. Meaning of the 5%
4. Pass the Gat
5. Black Star Line
6. Allah & Justice
7. The Godz...
8. The Travel Jam
9. Brand Nubian Rock the Set
10. Love Me or Leave Me Alone
11. Steal Ya Ho
12. Steady Bootleggin'
13. Black & Blue
14. Punks Jump up to Get Beat Down